# 5205 Servián
Az 5205 Servián (ideiglenes jelöléssel (5205) 1988 CU7) a Naprendszer kisbolygóövében található aszteroida. Ueda és Kaneda fedezte fel 1988. február 11-én.